# Flamdämpare

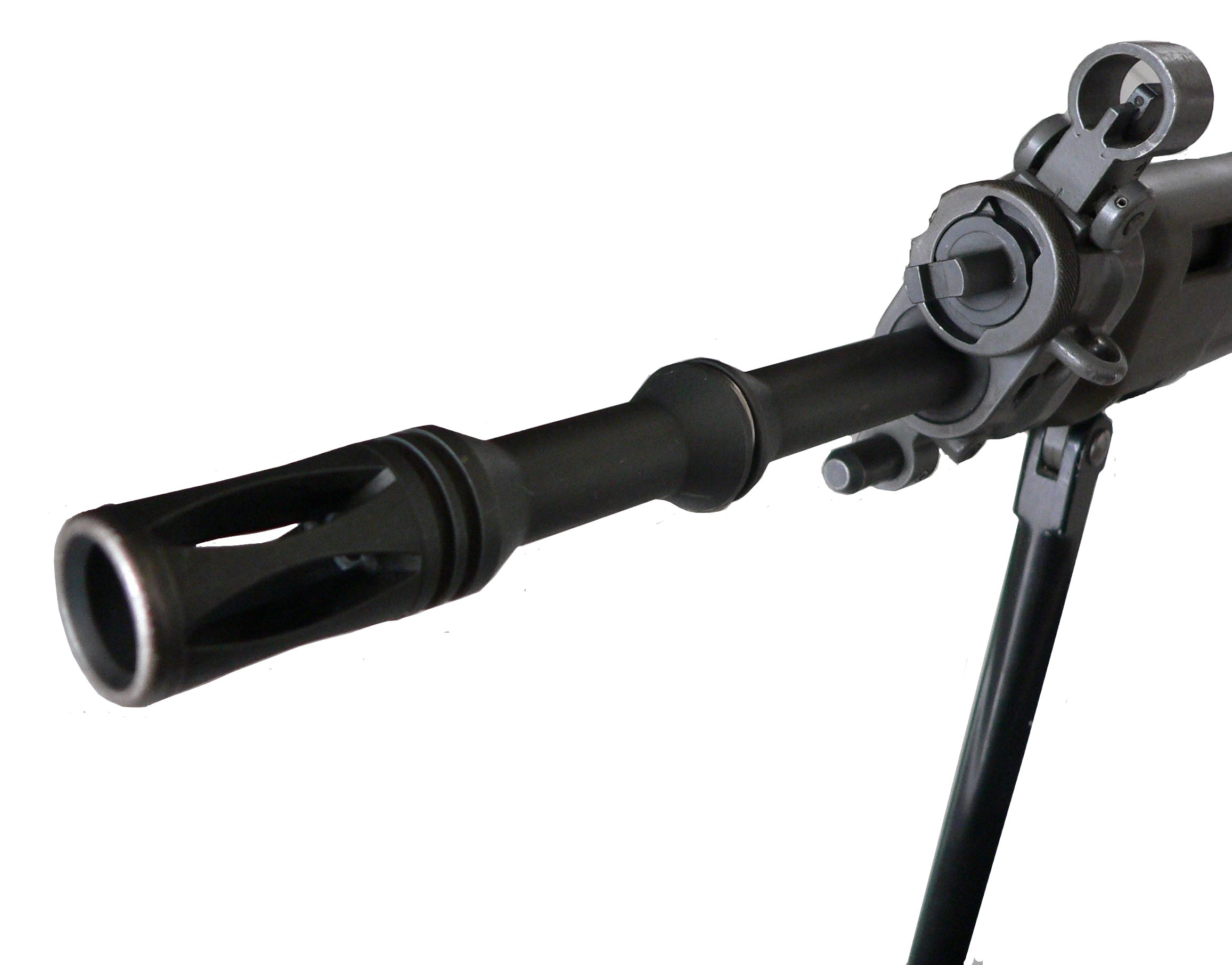
Flamdämpare på en automatkarbin

Flamdämpare en anordning vid mynningen på ett vapen som minskar mynningsflamman när vapnet avfyras.
Mynningsflamman bildas av oförbrända krutrester som glöder i de heta gaserna. Flamman gör vapnet lätt att upptäcka och stör skyttens mörkerseende. En flamdämpare styr krutgaserna åt sidan där de inte är direkt i skyttens siktlinje. Den tvingar också krutgaserna att expandera, vilket gör att de kyls ner. Flamdämpare används allmänt på militära handeldvapen. På luftvärnskanoner är flamdämparna ofta enkla trattar.